# Game Developer (magazine)
Pour les articles homonymes, voir Game Developer.
Ne doit pas être confondu avec le site web Game Developer, anciennement Gamasutra.
Game Developer est un magazine américain à destination des professionnels de l’industrie du jeu vidéo. Il est publié depuis mars 1994 par Think Services. Sa publication a cessé en 2013.